# Ингьяльдсхоудль
Ингьяльдсхоудль (исл. Ingjaldshóll) — бывший хутор (усадьба) на северо-западе полуострова Снайфедльснес на западе Исландии, в 1 км к юго-востоку от деревни Хедлиссандюр. Административно относится к общине Снайфелльсбайр.

## Ингьяльдсхоульскиркья

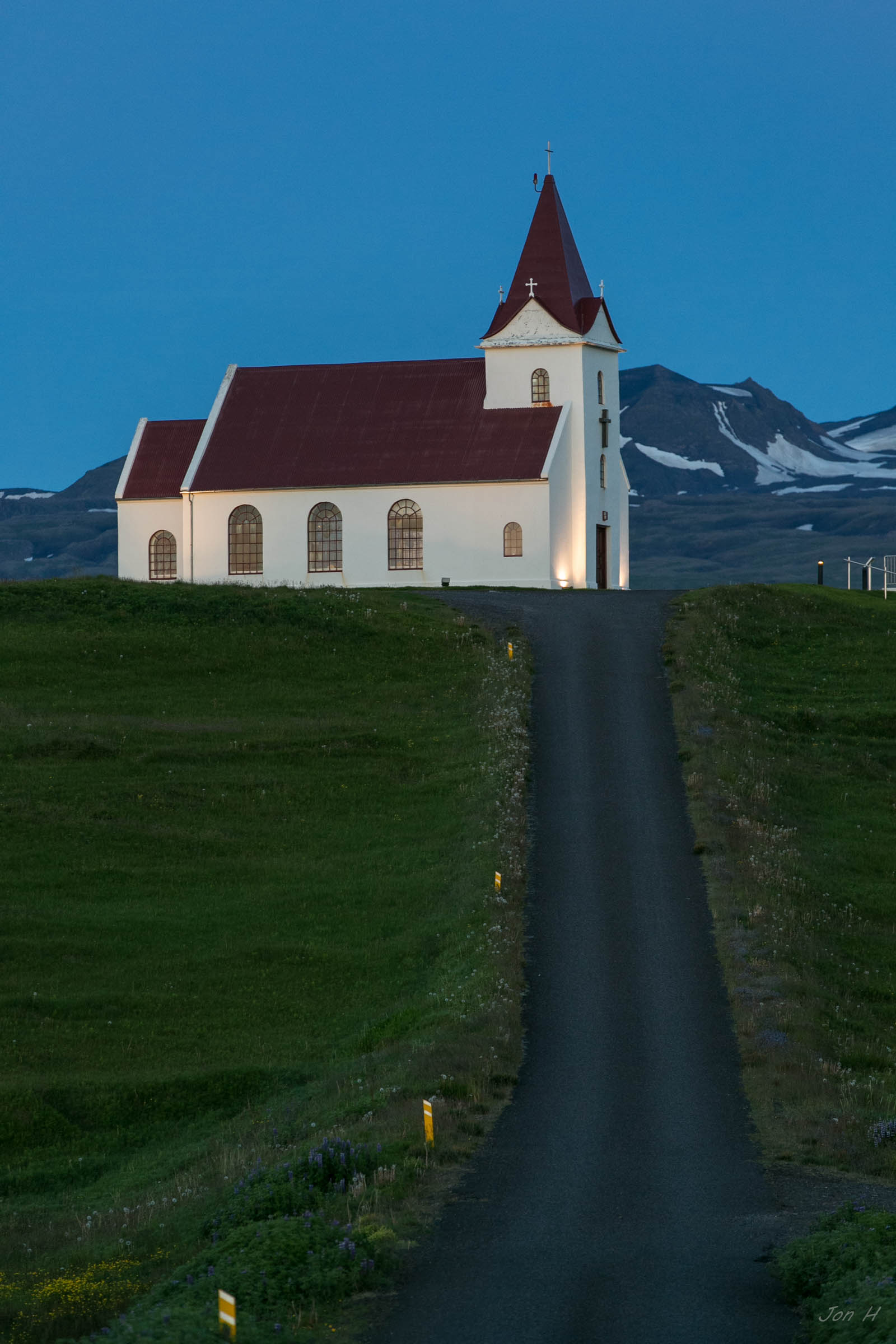
Ингьяльдсхоульскиркья

Церковь в Ингьяльдсхоудле — Ингьяльдсхоульскиркья (Ingjaldshólskirkja) — существовала с периода Средневековья. В каталоге церквей диоцеза (kirknaskrá) епископа Паля Йонссона 1211 года упоминается Ингьяльдсхоудль, а в «Саге о Стурлунгах» упоминается священник в Ингьяльдсхоудле. В 1317 году здесь была построена приходская церковь, освященная епископом Аудни Хельгасоном 13 октября. Ингьяльдсхоудль долгое время принадлежал Стурлунгам, но с 1350 по 1550 год, то есть до Реформации, им владел монастырь в Хельгафедле. После этого он перешёл во владение короля Дании, здесь размещались его представители, а также cислюмадюры.
Первая известная церковь в Ингьяльдсхоудле датируется 1696 годом. Это была большая и прочная церковь, построенная из дерева. Ещё одна церковь была построена в Ингьяльдсхоудле в 1742 году, а ещё одна — в 1782 году. Современная церковь построена из бетона, и, по словам Хёрдюра Аугустссона, это старейшая бетонная церковь в стране и, вероятно, старейшая в мире. Инициатором строительства церкви был представитель общины Лаурус Скуласон (Lárus Skúlason; 1844—1925). Проект церкви разработал прораб из Рейкьявика Йоун Свейнссон (Jón Sveinsson), а строительством занимался каменщик Альберт Йоунссон (Albert Jónsson). Церковь была построена в 1903 году.
В изменениях, внесённых в 1914 году, принимал участие Рёгнвальдюр Оулафссон.

## Христофор Колумб
В феврале 1477 года Христофор Колумб прибыл в Исландию в поисках западного пути в Азию, согласно четвёртой главе биографии, вышедшей в 1571 году на итальянском языке в Венеции, под заглавием «История синьора дона Фернандо Коломба или подлинное описание жизни и дел адмирала Христофора Коломба, его отца, и открытия, которые он сделал в Западной Индии, названной Новым Светом». Авторство «Истории» приписано младшему (незаконному) сыну Колумба, Фернандо, а переводчиком указан Алонсо де Ульоа. «История» Фернандо со слов будто бы самого Колумба сообщает:
Я проплыл в 1477 году, в феврале месяце, за Тиле, остров, сто лиг, южная часть которого отстоит от экватора на 73 градуса, а не на 63 градуса, как кое-кто считает, и находится не по сю сторону меридиана, от коего, как говорит Птолемей, начинается Запад, а гораздо западнее. И на этот остров, который столь же велик, как Англия, приходят англичане с товарами, особенно люди из Бристоля. И в то время, когда я там был, не замерзало море, но приливы были так велики, что и в некоторых местах они поднимались на 26 браччо и опускались на столько же в глубину.

Оригинальный текст (итал.)Io navigai l’anno 1477, nel mese di Febbraio, oltre Tile isola cento leghe, la cui parte Australe è lontana dall’Equinoziale settantatre gradi, e non sessantatre, come alcuni vogliono: né giace dentro della linea che include l’Occidente di Tolomeo, ma è molto più occidentale. E a quest’isola che è grande come l’Inghilterra, vanno gli Inglesi con le loro mercanzie, specialmente quelli di Bristol. E al tempo che i vi andai, non era congelato il mare, quantunque vi fossero si grosse maree, che in alcuni luoghi ascendeva ventisei braccia, e discendeva altrettante in altezza.

Из поколения в поколение передается история о том, что Христофор Колумб в 1477 году провёл зиму в Ингьяльдсхоудле, изучая плавания норманнов на запад. Затем он отплыл на своём корабле из гавани Рив.

## Ингибьёрг и Эггерт
В Ингьяльдсхоудле родилась в 1733 году и выросла Ингибьёрг Гвюдмюндсдоуттир (Ingibjörg Guðmundsdóttir). В 1767 году она вышла замуж за своего кузена Эггерта Оулафссона. 30 мая 1768 года супруги вышли на двух гружённых лодках из хутора Скор на северной стороне Брейда-фьорда. Они направились прямо на юг через фьорд, попали в шторм, и больше их никто не видел. В 1998 году в Ингьяльдсхоудле установлен мемориал Ингибьёрг и Эггерту работы скульптора Паудля Гвюдмюндссона.